# Himson Teleda
Himson Teleda (ur. 28 sierpnia 1992) – piłkarz z Wysp Salomona grający na pozycji pomocnika.

## Kariera klubowa
Obecnie Teleda jest zawodnikiem klubu Western United.

## Kariera reprezentacyjna
W reprezentacji Wysp Salomona Teleda zadebiutował 10 czerwca 2012 w przegranym 3-4 meczu z Nową Zelandią, którego stawką było trzecie miejsce w Pucharze Narodów Oceanii 2012. Był to udany debiut, gdyż Teleda w 48 min. zdobył pierwszą bramkę dla Wysp Salomona. W tym samym roku uczestniczył w eliminacjach Mistrzostw Świata 2014.